# Bad as Me
Bad as Me – siedemnasty studyjny album Toma Waitsa wydany 21 października 2011 roku nakładem wytwórni ANTI-. Album nagrywany był na początku 2011 roku, a oficjalne ogłoszenie wydania płyty nastąpiło 23 sierpnia wraz z wydaniem pierwszego singla „Bad as Me”. To pierwsza od 7 lat płyta Toma Waitsa zawierająca wyłącznie nowe utwory, ostatnią była Real Gone w 2004 roku. Płyta od momentu wydania zebrała bardzo pochlebne recenzje.

## Lista utworów
Wszystkie utwory zostały napisane przez Toma Waitsa i Kathleen Brennan.
1. „Chicago” – 2:15
2. „Raised Right Men” – 3:24
3. „Talking at the Same Time” – 4:14
4. „Get Lost” – 2:42
5. „Face to the Highway” – 3:43
6. „Pay Me” – 3:14
7. „Back in the Crowd” – 2:49
8. „Bad as Me” – 3:10
9. „Kiss Me” – 3:41
10. „Satisfied” – 4:05
11. „Last Leaf” – 2:56
12. „Hell Broke Luce” – 3:57
13. „New Year’s Eve” – 4:32
14. „She Stole the Blush” – 2:50 (dostępny na Deluxe Edition i w wydaniu mp3)
15. „Tell Me” – 3:42 (dostępny na Deluxe Edition i w wydaniu mp3)
16. „After You Die” – 2:47 (dostępny na Deluxe Edition i w wydaniu mp3)

## Personel muzyczny
- Tom Waits – wokal (utwory 1–16), gitara (1–4, 6, 7, 9–11, 13, 15, 16) fortepian (1, 6, 8, 9), instrumenty perkusyjne (1, 4, 5, 12, 14, 16), bandżo (1, 14), tabla (2), organy (11), glockenspiel (15)
- Marc Ribot – gitara (1–8, 10–12, 15), gitara basowa (15)
- Clint Maedgen – saksofon (1, 3, 4, 8, 10, 12, 13, 14)
- Casey Waits – perkusja (1, 2, 4, 5, 7, 8, 10, 12, 14)
- David Hidalgo – gitara (3, 4, 6, 7, 12, 15), skrzypce (6), perkusja (7), akordeon, gitara basowa, drugi wokal (13)
- Ben Jaffe – puzon (1, 3, 4, 14), klarnet basowy (1), tuba (12, 13)
- Charlie Musselwhite – harmonijka (1, 2, 8, 10, 12)
- Patrick Warren – klawisze (3–5, 10, 13)
- James Whiton – gitara basowa (3, 5–7, 11, 14, 16)
- Keith Richards – gitara (1, 10–12), wokal (11)
- Augie Meyers – vox organ (2), fortepian (3), akordeon (6), wurlitzer organ (16)
- Gino Robair – instrumenty perkusyjne (3, 5, 10, 14), wibrafon (6), perkusja (15, 16)
- Larry Taylor – gitara (1, 2, 14), gitara basowa (1, 4)
- Chris Grady – trąbka (3, 12, 13)
- Flea – gitara basowa (2, 12)
- Will Bernard – gitara (6, 12, 16)
- Dawn Harms – skrzypce (5, 15)
- Marcus Shelby – gitara basowa (9)
- Les Claypool – gitara basowa (10)
- Zack Sumner – gitara basowa (13)
- John Schott – gitara (14, 15)